# نارنی
نارنی (به ایتالیایی: Narni) یک شهرک در ایتالیا است که در استان ترانی واقع شده‌است.

## خصوصیات
نارنی ۱۹۷ کیلومترمربع مساحت و ۲۰٬۳۸۵ نفر جمعیت دارد و ۲۴۰ متر بالاتر از سطح دریا واقع شده‌است.